# Daniel von Bargen
Daniel von Bargen est un acteur américain, né le 5 juin 1950 à Cincinnati (Ohio) et mort le 1er mars 2015 à Montgomery dans le même état.
Il est surtout connu pour ses rôles de M. Kruger dans Seinfeld et du commandant Edwin Spangler dans la série télévisée Malcolm.

## Biographie
Daniel von Bargen, d'ascendance allemande, est né de l'union de Donald von Bargen (1921-2007) et Juanita von Bargen (1924-2011).

### Carrière
Sa carrière sur scène inclut une longue période de représentations avec la Troupe de répertoire de Trinité à Providence, Rhode Island ; il est apparu dans la première représentation de Larry Gelbart Mastergate et d'autres pièces de Théâtres American Repertory Theater à Cambridge, dans l'État du Massachusetts. Daniel Von Bargen a eu l'occasion de jouer à Broadway, New York.
Daniel Von Bargen a aussi obtenu de nombreux rôles au cinéma et à la télévision dans : Londres Betty, RoboCop 3, Basic Instinct, Broken Arrow, Truman, Philadelphia, O'Brother, Things That Hang from Trees (en) et Super Troopers. Il a joué le sorcier maniaque qui met son veto dans Le Maître des illusions de Clive Barker et le shérif dans Postman. Il a joué un terroriste dans un épisode de la saison 5 de X-Files : Aux frontières du réel.

### Vie privée
En 2012, l'acteur révèle souffrir de diabète et doit être amputé des orteils. Cette opération le plonge dans une dépression. Il tente de mettre fin à sa vie en février 2012 en se tirant une balle dans la tête. Cette tentative a été un échec et l'appel de l'acteur passé à la police américaine a été publié sur Internet.

### Décès
Il meurt le 1er mars 2015, des suites d'une longue maladie à l'âge de 64 ans.

## Filmographie

### Cinéma

#### Longs métrages
- 1991 : The Good Policeman : [Qui ?]
- 1991 : Le Silence des agneaux (The Silence of the Lambs) de Jonathan Demme : SWAT Communicator
- 1991 : Company Business de Nicholas Meyer : Mike Flinn
- 1992 : Complex World : Malcolm
- 1992 : Basic Instinct de Paul Verhoeven : lieutenant Marty Nielsen
- 1992 : Ombres et Brouillard (Shadows and Fog) de Woody Allen : Vigilante
- 1993 : Six degrés de séparation : inspecteur
- 1993 : Le Saint de Manhattan : Boat Captain
- 1993 : RoboCop 3 de Fred Dekker : Moreno
- 1993 : Philadelphia de Jonathan Demme : Jury Foreman
- 1993 : Soleil levant (Rising Sun) de Philip Kaufman : le chef Olson, l'interrogateur
- 1994 : L'Amour en équation : l'agent des Services Secrets
- 1995 : USS Alabama de Tony Scott : Leader dissident Vladimir Radchenko
- 1995 : Le Maître des illusions (Lord of Illusions) de Clive Barker : Nix
- 1996 : Broken Arrow de John Woo : le général Creely de l'USAF
- 1996 : Le Poids du déshonneur : Fran Conklin
- 1996 : Looking for Richard (documentaire) : Ratcliffe
- 1996 : La Peau sur les os (Thinner) de Tom Holland : le chef Duncan Hopley
- 1997 : À armes égales de Ridley Scott : Theodore Hayes
- 1997 : Une vraie blonde de Tom DiCillo : Devon
- 1997 : Trouble on the Corner : Cecil, The Butcher
- 1997 : Amistad de Steven Spielberg : Warden Pendelton
- 1997 : Postman de Kevin Costner : le shérif Briscoe de Pineview
- 1998 : The Faculty de Robert Rodriguez : M. John Tate
- 1998 : Préjudice : M. Granger
- 1998 : I'm Losing You : Dr Litvak
- 1998 : Desert Blue : shérif Jackson
- 1999 : La neige tombait sur les cèdres : Carl Heine, Sr.
- 1999 : Universal Soldier : Le Combat absolu : le général Radford
- 1999 : Le Déshonneur d'Elisabeth Campbell : le chef de la police, Yardley
- 2000 : O'Brother de Joel Coen : le shérif Cooley
- 2000 : Shaft de John Singleton : le lieutenant Kearney
- 2000 : Blessed Art Thou : Adrian
- 2000 : Sale Môme : Sam Duritz
- 2001 : Super Troopers (Superpatrouille) de Jay Chandrasekhar : le chef Grady
- 2001 : The Majestic : l'agent fédéral Ellerby
- 2001 : Trigger Happy : Harold
- 2002 : S1m0ne d'Andrew Niccol : l'inspecteur chef
- 2002 : Coastlines : le shérif Tate
- 2003 : Artworks (en) : Howard Deardorf
- 2004 : Dead Horse : Stu Conklin
- 2005 : Drip : Daniel
- 2006 : Things That Hang from Trees d'Aaron Louis Tordini : George Burgess
- 2009 : London Betty : Maury

#### Courts métrages
- 1995 : Statuary : le narrateur
- 1997 : Girls Night Out : [Qui ?]

### Télévision

#### Téléfilms
- 1983 : The Dean of Thin Air : George Berkeley
- 1985 : Le Droit de tuer : l'inspecteur Roberts
- 1992 : Citizen Cohn : Clyde Tolson
- 1993 : Scam de John Flynn : Albert Magliocco
- 1993 : With Hostile Intent : l'officier Ted Campbell
- 1993 : The Last Hit : Nordlinger
- 1994 : The Gift of Love de Jean Negulesco : [Qui ?]
- 1995 : Truman de Frank Pierson : le général Douglas MacArthur
- 1995 : Fausse Piste (The Shamrock Conspiracy) : Sternhardt
- 1996 : The Writing on the Wall : Rockwell
- 1998 : Inferno : La Grande Canicule : le général Craig Maxwell

#### Séries télévisées
- 1974 : Great Performances (épisode : Feasting with Panthers) : Wooldridge
- 1976 : Visions (saison 1, épisode 07 : Life Among the Lowly) : garde
- 1979 : The Scarlet Letter (en) (mini-série) : marin
- 1985 : American Playhouse (saison 4, épisode 18 : Three Sovereigns for Sarah: Part I) : Thomas
- 1985 - 1986 : Spenser (Spenser: For Hire) :
  - (saison 1, épisode 08 : Autumn Thieves) : Al (non-crédité)
  - (saison 1, épisode 21 : Rage) : M. Hurley
- 1990 : HELP (saison 1, épisode 02 : Are You There, Alpha Centauri?) : Whitehall
- 1991 - 2004 : New York, police judiciaire (Law and Order) : 
  - (saison 2, épisode 01 : Un flic assassiné) : Lambrusco
  - (saison 8, épisode 03 : Déclaration de guerre) : commandant Billings
  - (saison 15, épisode 03 : Liberté écourtée) : inspecteur-chef Cooper
- 1993 : Haine et Passion (Guiding Light) : Joe Morrison
- 1994 : Waikiki Ouest (One West Waikiki) (saison 1, épisode 01 : Trafic de filles) : capitaine Charlie Dalton
- 1994 - 1995 : La Force du destin (All My Children) : lieutenant Cody
- 1995 - 1997 : New York Undercover :
  - (saison 2, épisode 10 : Situation explosive) : Omega Bomber / Duane
  - (saison 3, épisode 17 : La Terre promise) : Green
- 1996 : New York Police Blues (NYPD Blue) : sergent Ray Kahlins
  - (saison 3, épisode 17 : Hollie et le poisson-lune)
  - (saison 4, épisode 08 : Fancy monte au créneau)
- 1997 - 1998 : Seinfeld : Kruger
  - (saison 9, épisode 07 : Tranches de cake)
  - (saison 9, épisode 10 : Dans la soupe)
  - (saison 9, épisode 16 : La Brûlure)
  - (saison 9, épisode 19 : La Bonne)
- 1998 : Significant Others (saison 1, épisode 03 : The Plan) : David Lerner
- 1998 : Le Caméléon (The Pretender) (saison 2, épisode 07 : Coup double) : Captain Prentiss McClaren
- 1998 : La Vie à cinq (Party of Five) (saison 5, épisode 08 : Hostilités) : Dr : Dick Grayson
- 1998 : Arliss (Arli$$) (saison 3, épisode 01 : Whatever It Takes)
- 1998 : X-Files : Aux frontières du réel (The X-Files) (saison 5, épisode 18 : Les Nouveaux Spartiates) : Jacob Haley
- 1999 : The Practice : Bobby Donnell et Associés (The Practice) (saison 3, épisode 23 : Et ils vécurent heureux) : inspecteur Smiley
- 1999 : Fantasy Island (saison 1, épisode 11 : Innocent) : procureur Flynn
- 2000 : À la Maison-Blanche (The West Wing) : général de l'USAF, Ken Shannon
  - (saison 2, épisode 10 : Noël)
  - (saison 2, épisode 01 : Au commencement... : 1re partie)
- 2000 : The Fearing Mind (saison 1, épisode 02 : Good Harvest) : P.F. O'Horgan
- 2000 : Sarah (Time of Your Life) (saison 1, épisode 11 : Rom@nce) : M. Halloway
- 2000 : City of Angels (saison 1, épisode 06 : Unhand Me) : Stewart Rafferty
- 2000 - 2002 : Malcolm (Malcolm In the Middle) (15 épisodes) : Commandant Edwin Spangler
- 2001 : Amy (Judging Amy) (saison 2, épisode 20 : Consignée) : juge
- 2001 : Ally McBeal (saison 4, épisode 10 : Ex-Files) : juge William Kopesky
- 2003 : FBI : Portés disparus (Without a Trace) (saison 2, épisode 8 : Incendie) : Chief Patrick Finn

## Voix françaises
| - Benoît Allemane (*1942 - 2025) dans : - Préjudice - Le Déshonneur d'Elisabeth Campbell - Malcolm (série télévisée) - À la Maison-Blanche (série télévisée, 2e voix) - FBI : Portés disparus (série télévisée) - Mario Santini (*1945 - 2001) dans : - Le Poids du déshonneur - Postman - Jean-Claude Balard (*1935 - 2022) dans : - Soleil levant - The Faculty | et aussi - Georges Beauvilliers (*1932 - 2010) dans Basic Instinct - Vincent Grass dans RoboCop 3 - Pascal Renwick (*1954 - 2006) dans Malveillance (téléfilm) - Jean-Jacques Neverst dans L'Amour en équation - Jacques Frantz (*1947 - 2021) dans Le Maître des illusions - Xavier Béja dans New York Undercover (série télévisée) - Michel Ruhl (*1934 - 2022) dans Broken Arrow - Patrick Messe dans Le Caméléon (série télévisée) - Georges Lycan (*1924 - 2006) dans Seinfeld (série télévisée) - Achille Orsoni (*1952 - 2019) dans La neige tombait sur les cèdres - François Siener dans O'Brother - Max André (*1938 - 2020) dans Sale môme - Richard Leblond (*1944 - 2018) dans À la Maison-Blanche (série télévisée, 1re voix) - Hervé Jolly dans Simone |